# Associazione Sportiva Lodigiani 1997-1998
Questa pagina raccoglie le informazioni riguardanti l'Associazione Sportiva Lodigiani nelle competizioni ufficiali della stagione 1997-1998.

## Rosa
| N. |                   | Ruolo | Calciatore          |
| -- | ----------------- | ----- | ------------------- |
|    | Italia (bandiera) | D     | Fabrizio Anselmi    |
|    | Italia (bandiera) | A     | Giovanni Arioli     |
|    | Italia (bandiera) | D     | Nicola Binchi       |
|    | Italia (bandiera) | A     | Costantino Borneo   |
|    | Italia (bandiera) | A     | Giulio Canale       |
|    | Italia (bandiera) | C     | Daniele Corona      |
|    | Italia (bandiera) |       | F. De Angelis       |
|    | Italia (bandiera) | C     | Vincenzo De Angelis |
|    | Italia (bandiera) | C     | Fabio Di Fausto     |
|    | Italia (bandiera) | D     | Andrea Gennari      |
|    | Italia (bandiera) | C     | Flavio Giampieretti |
|    | Italia (bandiera) | C     | Giorgio Gorgone     |
|    | Italia (bandiera) | C     | Pino La Scala       |

| N. |                   | Ruolo | Calciatore         |
| -- | ----------------- | ----- | ------------------ |
|    | Italia (bandiera) | C     | Riccardo Mariani   |
|    | Italia (bandiera) | C     | Giancarlo Pantano  |
|    | Italia (bandiera) | D     | Carlo Pascucci     |
|    | Italia (bandiera) | D     | Emilio Pellegrino  |
|    | Italia (bandiera) | A     | Emiliano Regaglini |
|    | Italia (bandiera) | D     | Mirko Savini       |
|    | Italia (bandiera) | C     | Roberto Sorrentino |
|    | Italia (bandiera) | A     | Sandro Sorrentino  |
|    | Italia (bandiera) | P     | Michele Tambellini |
|    | Italia (bandiera) | D     | Christian Terlizzi |
|    | Italia (bandiera) | A     | Gianni Testa       |
|    | Italia (bandiera) | A     | Luciano Volturno   |

## Risultati

### Campionato

#### Girone di andata
| 31 agosto 1997 1ª giornata | Lodigiani | 0 – 0 | Atletico Catania |  |

| 7 settembre 1997 2ª giornata | Turris | 1 – 1 | Lodigiani |  |

| 14 settembre 1997 3ª giornata | Lodigiani | 1 – 2 | Juve Stabia |  |

| 21 settembre 1997 4ª giornata | Ischia Isolaverde | 0 – 0 | Lodigiani |  |

| 28 settembre 1997 5ª giornata | Lodigiani | 4 – 2 | Casarano |  |

| 5 ottobre 1997 6ª giornata | Gualdo | 2 – 0 | Lodigiani |  |

| 12 ottobre 1997 7ª giornata | Lodigiani | 2 – 1 | Ascoli |  |

| 19 ottobre 1997 8ª giornata | Lodigiani | 0 – 0 | Avellino |  |

| 26 ottobre 1997 9ª giornata | Savoia | 1 – 1 | Lodigiani |  |

| 9 novembre 1997 10ª giornata | Lodigiani | 0 – 3 | Palermo |  |

| 16 novembre 1997 11ª giornata | Nocerina | 1 – 1 | Lodigiani |  |

| 23 novembre 1997 12ª giornata | Lodigiani | 0 – 0 | Giulianova |  |

| 30 novembre 1997 13ª giornata | Battipagliese | 1 – 1 | Lodigiani |  |

| 14 dicembre 1997 14ª giornata | Lodigiani | 1 – 0 | Fermana |  |

| 21 dicembre 1997 15ª giornata | Cosenza | 1 – 0 | Lodigiani |  |

| 28 dicembre 1998 16ª giornata | Lodigiani | 0 – 0 | Acireale |  |

| 11 gennaio 1998 17ª giornata | Ternana | 2 – 1 | Lodigiani |  |

#### Girone di ritorno
| 18 gennaio 1998 18ª giornata | Atletico Catania | 1 – 0 | Lodigiani |  |

| 25 gennaio 1998 19ª giornata | Lodigiani | 2 – 0 | Turris |  |

| 1º febbraio 1998 20ª giornata | Juve Stabia | 1 – 0 | Lodigiani |  |

| 8 febbraio 1998 21ª giornata | Lodigiani | 1 – 0 | Isola d'Ischia |  |

| 15 febbraio 1998 22ª giornata | Casarano | 1 – 2 | Lodigiani |  |

| 22 febbraio 1998 23ª giornata | Lodigiani | 0 – 0 | Gualdo |  |

| 1º marzo 1998 24ª giornata | Ascoli | 1 – 0 | Lodigiani |  |

| 8 marzo 1998 25ª giornata | Avellino | 2 – 1 | Lodigiani |  |

| 15 marzo 1998 26ª giornata | Lodigiani | 0 – 1 | Savoia |  |

| 22 marzo 1998 27ª giornata | Palermo | 0 – 0 | Lodigiani |  |

| 5 aprile 1998 28ª giornata | Lodigiani | 1 – 2 | Nocerina |  |

| 11 aprile 1998 29ª giornata | Giulianova | 3 – 1 | Lodigiani |  |

| 19 aprile 1998 30ª giornata | Lodigiani | 1 – 1 | Battipagliese |  |

| 26 aprile 1998 31ª giornata | Fermana | 0 – 2 | Lodigiani |  |

| 3 maggio 1998 32ª giornata | Lodigiani | 0 – 1 | Cosenza |  |

| 10 maggio 1998 33ª giornata | Acireale | 0 – 1 | Lodigiani |  |

| 17 maggio 1998 34ª giornata | Lodigiani | 0 – 4 | Ternana |  |